# Castle na zabití
Castle na zabití (v anglickém originále Castle) je americký kriminální televizní seriál, který byl od 9. března 2009 do 16. května 2016 vysílán na americké stanici ABC. V Česku seriál premiérově vysílaly v letech 2010–2017 stanice Prima a Prima Love.
Tvůrcem seriálu je Andrew W. Marlowe. Seriál sleduje především životy dvou hlavních postav, kterými jsou slavný spisovatel Richard Castle (Nathan Fillion) a Kate Beckettová (Stana Katic), newyorský detektiv z oddělení vražd. Castle díky dobrým vztahům se starostou začne u newyorské policie působit jako poradce, aby si mohl dělat průzkum pro svůj nový román. Beckettová jeho přítomnost za svými zády nemůže zpočátku vystát. Nakonec se ale ukáže, že Castle dovede být při řešení případů užitečný.

## Obsazení
- Nathan Fillion jako Richard Castle, vlastním jménem Richard Alexander Rogers, slavný spisovatel detektivek, které se mnohdy staly bestsellerem. Castle dělá průzkum u newyorské policie pro svou novou sérii románů o detektivu Nikky Heatové. Je jediným synem herečky Marthy Rodgersové a muže známého jako Jackson Hunt. Pomáhá řešit případy na 12. okrsku newyorské policie, kde dělá partnera detektivovi Kate Beckettové. Castle svými „střelenými“ teoriemi, jak ke zločinu došlo, občas irituje své spolupracovníky, přesto velmi často značně přispěje k dopadnutí správného vraha. Castle má s Beckettovou komplikovaný vztah. Žije v newyorském bytě se svou matkou, která se k němu nastěhovala, a dcerou Alexis, kterou má se svojí první manželkou.
- Stana Katic jako Katherine „Kate“ Beckettová, detektiv z oddělení vražd newyorské policie a později i kapitán. Kate je dcerou Jima a Joanny Beckettových a vyrůstala v New Yorku. Její rozhodnutí stát se policistkou značně ovlivnila smrt její matky, která byla ubodána v jedné zapadlé newyorské uličce a jejíž vrah nikdy nebyl dopaden. Zpočátku je vztah Beckettové a Castla napjatý, postupně si ale začínají stále více rozumět. Její dobrou kamarádkou je patoložka Lanie Parishová.
- Susan Sullivan jako Martha Rodgersová, matka Richarda Castla, bývalá herečka
- Monet Mazur jako Gina Cowellová, Castleova vydavatelka a druhá exmanželka (pilotní díl, jako host ve 2. a 3. řadě)
- Ruben Santiago-Hudson jako kapitán Roy Montgomery, velitel 12. okrsku (1.–3. řada, jako host v 6. řadě)
- Molly Quinn jako Alexis Castleová, Castleova dcera
- Jon Huertas jako detektiv Javier „Javi“ Esposito, bývalý voják speciálních sil americké armády, který nyní pracuje na 12. okrsku newyorské policie na oddělení vražd v týmu Beckettové. Jeho parťákem a zároveň nejlepším přítelem je detektiv Kevin Ryan.
- Tamala Jones jako doktorka Lanie Parishová, policejní patoložka a kamarádka Kate Beckettové
- Seamus Deaver jako detektiv Kevin Ryan, policista, dříve působící na protidrogovém oddělení. Nyní pracuje na 12. okrsku newyorské policie na oddělení vražd v týmu Beckettové. Jeho parťákem a zároveň nejlepším přítelem je detektiv Javier Esposito.
- Penny Johnson Jerald jako kapitán Victoria Gatesová, velitelka 12. okrsku (4.–7. řada)
- Toks Olagundoye jako Hayley Shiptonová, bezpečnostní specialista a bývalá příslušnice Metropolitní policie a MI6 (8. řada)

## Vysílání
| Řada | Díly | Premiéra v USA | Premiéra v USA  | Premiéra v ČR      | Premiéra v ČR      |
| Řada | Díly | První díl      | Poslední díl    | První díl          | Poslední díl       |
| ---- | ---- | -------------- | --------------- | ------------------ | ------------------ |
| 1    | 10   | 9. března 2009 | 11. května 2009 | 8. září 2010       | 10. listopadu 2010 |
| 2    | 24   | 21. září 2009  | 17. května 2010 | 17. listopadu 2010 | 10. května 2011    |
| 3    | 24   | 20. září 2010  | 16. května 2011 | 18. ledna 2012     | 27. června 2012    |
| 4    | 23   | 19. září 2011  | 7. května 2012  | 5. září 2012       | 13. února 2013     |
| 5    | 24   | 24. září 2012  | 13. května 2013 | 29. srpna 2013     | 4. února 2014      |
| 6    | 23   | 23. září 2013  | 12. května 2014 | 22. července 2014  | 23. prosince 2014  |
| 7    | 23   | 29. září 2014  | 11. května 2015 | 7. července 2015   | 8. prosince 2015   |
| 8    | 22   | 21. září 2015  | 16. května 2016 | 25. října 2016     | 21. března 2017    |

## Knihy
Jsou rovněž vydávány romány, jejichž fiktivním autorem je Richard Castle. Knihy vycházejí i v České republice.
- Heatová a vlna žáru (Heat Wave, 2009)
- Heatová a žhavá odhalení (Naked Heat, 2010)
- Heatová a hra s ohněm (Heat Rises, 2011)
- Heatová a led v žilách (Frozen Heat, 2012)
- Heatová v žáru smrti (Deadly Heat, 2013)

Dále v září 2011 vyšel v USA komiks, založený na předcházející sérii knih Richarda Castla o Dereku Stormovi - Deadly Storm, který byl vydán nakladatelstvím Marvel Comics.
Během roku 2012 vyšly v USA formou e-knih tři novely o Dereku Stormovi s názvy A Brewing Storm, A Raging Storm a A Bloody Storm.